# Стрельнинский берег
Стрельни́нский бе́рег — побережье Финского залива, комплексный государственный памятник природы регионального значения на территории Петродворцового района Санкт-Петербурга.

## Расположение
Памятник природы расположен в западной части города, в крайней восточной части Петродворцового района на берегу Финского залива около посёлка Стрельна. Занимает полосу прибрежных мелководий и южного берега залива шириной около 400 метров и протяжённостью около километра. Площадь — 40 гектаров.
Границы памятника природы: северная — по акватории Финского залива в 200 метрах от уреза воды; восточная — по западной границе огородничества «Макаровец» до магистрального мелиоративного канала; южная — по северному берегу магистрального мелиоративного канала, являющегося северной границей огородничества Петродворцового часового завода; западная — в 30 метрах восточнее канала, проходящего от здания Морской технической академии им. адмирала С. О. Макарова к побережью Финского залива.
Территория Стрельнинского берега примыкает к государственному комплексу «Дворец конгрессов», её посещение возможно только по специальным разрешениям.

## Описание
Образован 22 апреля 1992 года решением малого Совета Санкт-Петербургского городского Совета народных депутатов вместе с памятниками природы Дудергофские высоты, Комаровский берег и Парк «Сергиевка». Охраняются: участки приморских черноольховых топей, стоянки пролетных птиц на прибрежных отмелях, поросшие травяной растительностью песчаные пляжи, как кормовой участок пролетных и зимующих зерноядных птиц, и места обитания редких видов птиц. В охраняемых пределах запрещены строительство, производственная деятельность, садоводство, дноуглубительные работы, вырубка деревьев, разведение костров, выжигание зарослей тростника и любые иные действия, ведущие к загрязнению или разрушению памятника. Обслуживается муниципальным предприятием Юго-западный экологический пост.
Стрельнинский берег представляет собой яркий пример приморских черноольховых топей, практически исчезнувших в результате застройки и организации отдыха в восточной части Финского залива. Заросли древесно-кустарниковой растительности являются местом обитания для около 80 видов пролетных птиц. Прибрежные отмели и зона литорали служат местом стоянки водоплавающих птиц во время сезонных миграций. Имеются места обитания редких видов птиц и растений, в том числе гнездования ремеза на северо-восточной границе его ареала — единственное место, где он гнездится в Санкт-Петербурге и Ленинградской области.

## Флора
Флора прибрежных мелководий представлена тростником, рдестами, болотницей, кувшинкой чистобелой, кубышкой жёлтой, урутью колосистой, урутью мутовчатой и иными водяными растениями. На береговом участке произрастают чёрноольшанники (высота 10-15 метров) с подлеском из черёмухи, чёрной смородины и крушицы. Отдельными деревьями — ясень, клён, липа, жестер слабительный. Из травянистых растений встречаются василёк луговой, герань луговая, щавель, роза морщинистая, бузульник сибирский, крестовник болотный, фиалка топяная, осока двурядная, камыш укореняющийся, лабазник (таволга), крапива, подмаренник герцинский, калужница болотная, вербейник обыкновенный, купырь лесной, лисохвост луговой и другие, всего более 300 видов сосудистых растений.

## Фауна
Из 133 зарегистрированных здесь видов птиц для 46 видов Стрельнинский берег служит местом для размножения. На участках памятника гнездятся — водяной пастушок, погоныш, дроздовидная камышовка, тростниковая камышовка, обыкновенный ремез, усатая синица, дубровник и другие. Из водоплавающих птиц встречаются лебеди, речные утки, кулики.
Из рыб в прибрежных зарослях макрофитов нерестуются и обитают плотва, окунь, разные виды колюшек.